# Vittoria Ceretti
Pour les articles homonymes, voir Ceretti.
Vittoria Ceretti (née à Brescia le 7 juin 1998) est un mannequin italien.

## Biographie
Vittoria Ceretti est née à Brescia en 1998. 
Elle se fait remarquer à l'âge de quatorze ans en étant finaliste du concours Elite Model Look organisé en Italie,,.   
Elle fait ses débuts sur les podiums à Milan, pour la créatrice Kristina Ti. Depuis, elle a posé pour Max Mara, Dolce & Gabbana, Armani, Prada, Proenza Schouler, JW Anderson, Moschino, Fendi, Valentino, Roberto Cavalli, Versace, Missoni, Louis Vuitton, Burberry, Chanel, Christian Dior, Miu Miu, Givenchy, Alberta Ferretti, Marc Jacobs, Michael Kors, Bottega Veneta, Tom Ford, Tommy Hilfiger et Yves Saint Laurent,
Elle fait les couvertures des magazines Vogue, Vogue Italia, Vogue Paris, Vogue Japon, Vogue Allemagne, Vogue Espagne, Vogue britannique, Vogue Corée, Vogue Chine, Harper's Bazaar, Elle, Glamour, Grazia et IO Donna,,. 
En mars 2017, elle pose avec Liu Wen, Ashley Graham, Kendall Jenner, Gigi Hadid, Imaan Hammam et Adwoa Aboah en couverture du Vogue américain, à l'occasion du 125e anniversaire du magazine,.

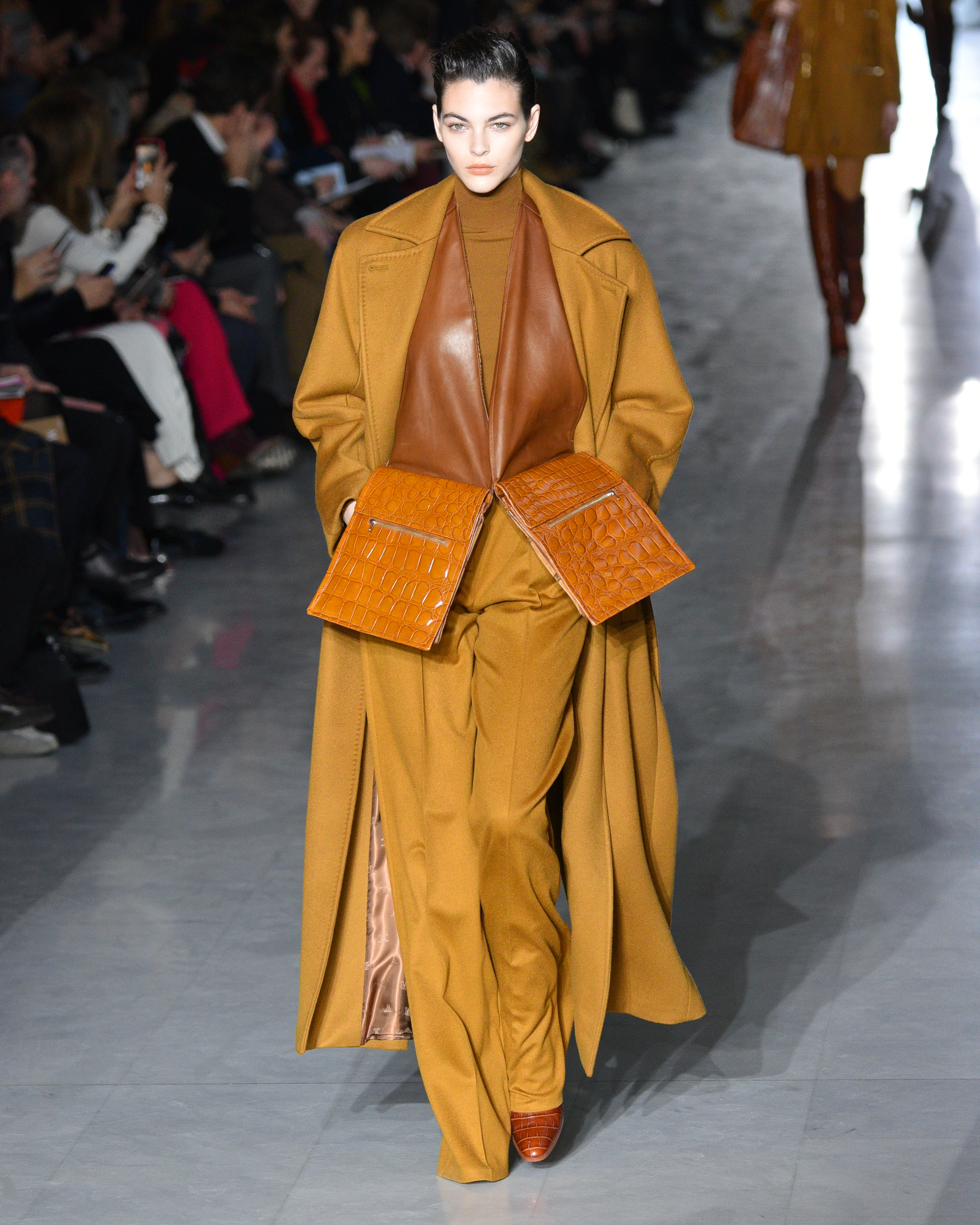
Vittoria Ceretti.

Selon Vogue Italia, Vittoria Ceretti est le mannequin le plus recherché de 2018, sur leur site internet.
Elle est classée « Icône de l'industrie » par models.com.

## Vie privée
Le 1er juin 2020, Vittoria Ceretti se marie au DJ Matteo Milleri (plus connu sous le nom d'artiste Anyma et Tale of Us) à Ibiza en Espagne,.
Depuis août 2023, elle a une relation avec l'acteur Leonardo DiCaprio.